# Castelbottaccio
Castelbottaccio – miejscowość i gmina we Włoszech, w regionie Molise, w prowincji Campobasso.
Według danych na rok 2004 gminę zamieszkiwały 422 osoby, 38,4 os./km².